# 维拉尔-迪奥苏什
维拉尔-迪奥苏什是葡萄牙布拉干萨区的一个堂区。总面积16.35平方公里，总人口344人，人口密度21人/平方公里。